# 美俄导弹互不瞄准协议
美俄导弹互不瞄准协议是指1994年1月12日至15日，美国总统比尔·克林顿与俄罗斯联邦总统鲍里斯·叶利钦达成的一项协议，其各自国家的战略核导弹不再将彼此作为目标。
该协议的文本长达十三个段落，包括一段关于不再瞄准的内容。根据协议，1994年5月30日是不再瞄准的截止日期，并指出这是“将近半个世纪以来——实际上自从原子时代的到来开始——俄罗斯和美国第一次不再日复一日地以假定他们是敌人的方式来使用核力量”。
不再瞄准的导弹被重新设置为没有目标，或者对于需要一个固定目标的导弹（例如民兵III）则设置于公海。
1997年，在辩论一项要求总统确认俄罗斯导弹已经不再瞄准的修正案时，柯特·韦尔登代表向国会记录介绍了与俄罗斯将军的60分钟采访记录，其中指出俄罗斯的洲际弹道导弹可以在几分钟之内重新指向美国目标。韦尔登也指出没有办法核实俄罗斯是否将其导弹已经重新设定目标。